# 22 Batalion Celny
22 Batalion Celny – jednostka organizacyjna formacji granicznych II Rzeczypospolitej.

## Formowanie i zmiany organizacyjne
Na podstawie rozkazu Ministra Spraw Wojskowych L.7300/Mob. z dnia 9 czerwca 1921 w miejsce batalionów etapowych utworzone zostały bataliony celne. 22 batalion celny powstał w granicach DOG Lwów, a zorganizowano go na bazie III/II i VII/II batalionu etapowego. Etat batalionu wynosił 14 oficerów i 600 szeregowych. Podlegał Ministerstwu Spraw Wewnętrznych.
Mimo że batalion był w całym tego słowa znaczeniu oddziałem wojskowym, nie wchodził on w skład pokojowego etatu armii. Uniemożliwiało to uzupełnianie z normalnego poboru rekruta. Ministerstwo Spraw Wojskowych zarówno przy ich formowaniu, jak i uzupełnianiu przydzielało mu często żołnierzy podlegających zwolnieniu, oficerów rezerwy oraz szeregowców i oficerów zakwalifikowanych przez dowództwa okręgów generalnych jako nie nadających się do dalszej służby wojskowej.
29 października 1921 wojewoda tarnopolski wydał zarządzenie w którym granicę państwową na terenie województwa tarnopolskiego  podzielił na cztery odcinki:
- I odcinek – powiat zaleszczycki i borszczowski do mostu w miejscu, gdzie Zbrucz wpada do Dniestru. Obsadzić go miał 22 batalion celny z miejscem postoju Kołodróbka.

W listopadzie 1921 Ministerstwo Spraw Wewnętrznych postanowiło powołać brygady celne. 22 batalion celny znalazł się w strukturze 5 Brygady Celnej. 
W październiku 1922 22 batalion celny przekazał ochronę granicy jednostkom granicznym Inspektoratu SC „Zaleszczyki” w przeszedł do odwodu GK SG.
Wykonując postanowienia uchwały Rady Ministrów z 23 maja 1922, Minister Spraw Wewnętrznych rozkazem z 9 listopada 1922 zmienił nazwę „Baony Celne” na „Straż Graniczna”. Wprowadził jednocześnie w formacji nową organizację wewnętrzną. 22 batalion celny przemianowany został na 22 batalion Straży Granicznej.

## Służba celna
Odcinek batalionowy podzielony był na cztery pododcinki, które obsadzały kompanie wystawiające posterunki i patrole. Posterunki wystawiano wzdłuż linii granicznej w taki sposób, by mogły się nawzajem widzieć w dzień. W tym zakresie batalion współpracował z posterunkami i patrolami Policji Państwowej. Współpraca polegała na tym, że te pierwsze wystawiały wzdłuż linii granicznej stale posterunki i patrole, natomiast policja tworzyła je w głębi strefy, poza linią graniczną. W zakresie ochrony granicy batalion podlegał staroście.
W kwietniu 1922 bataliony celne będące na terenie DOG Lwów otrzymały zadanie chronić w rejonie swojej odpowiedzialności wiadukty, mosty kolejowe i dworce. Zadanie taki otrzymał także 22 batalion celny w Zaleszczykach.
Przejęcie ochrony granicy od Batalionów Celnych na terenie Inspektoratu SC „Zaleszczyki” nastąpiło 14 października 1922 o 12:00.
Sąsiednie bataliony
- 11 batalion celny ⇔ 23 batalion celny – IX 1921
- 11 batalion celny ⇔ 39 batalion celny – XII 1921[14]

## Kadra batalionu
Dowódcy batalionu
| stopień | imię i nazwisko         | okres pełnienia służby | kolejne stanowisko |
| ------- | ----------------------- | ---------------------- | ------------------ |
| kpt.    | Eustachy Konowaluk      | IX 1921 – III 1922     |                    |
| mjr     | Antoni Ferdynand Chitry | IV 1922 – 16 X 1922    |                    |

## Struktura organizacyjna

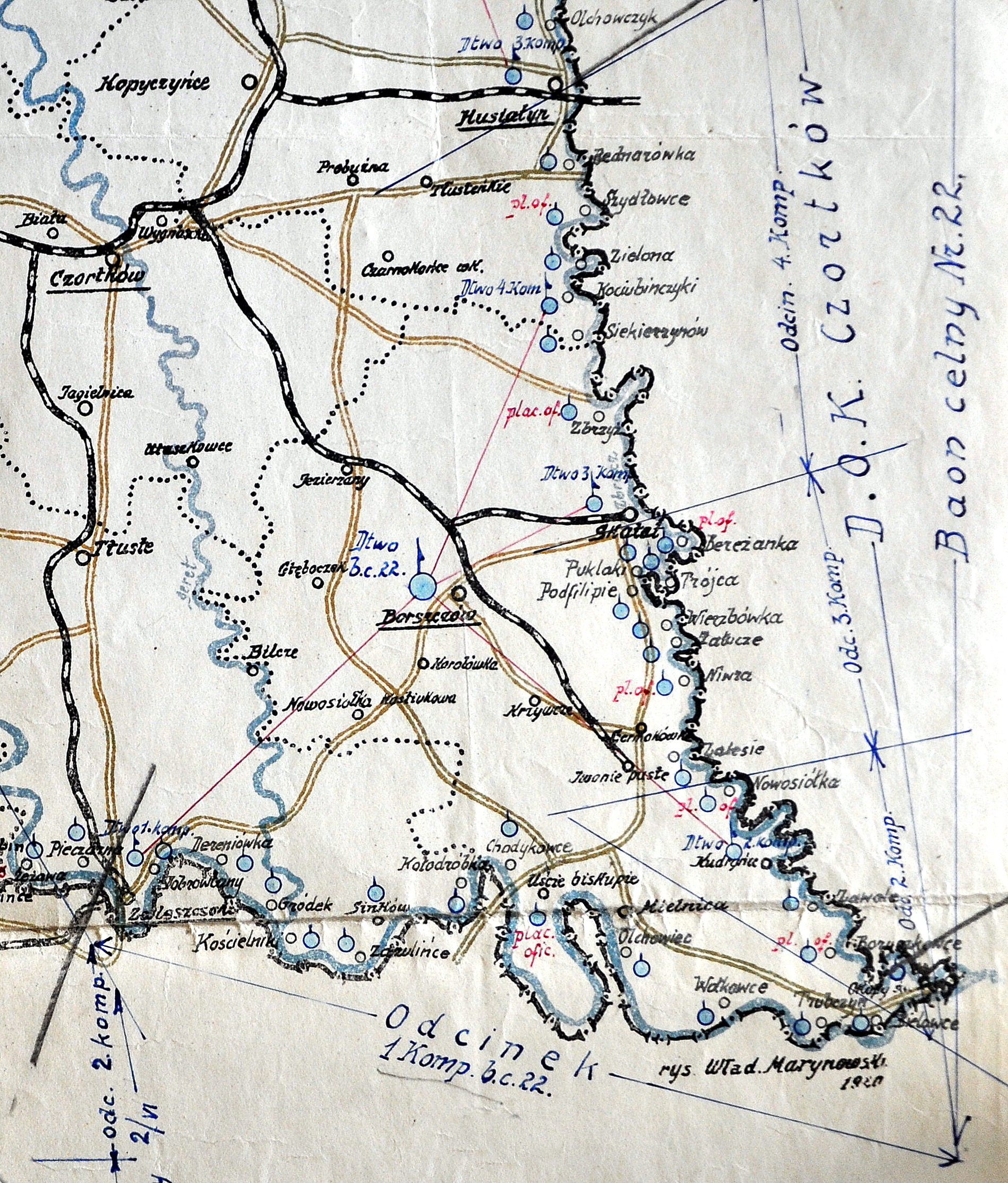
Rozmieszczenie 22 bc w 1921

| OdeB 22 batalionu celnego w Borszczowie na dzień 1 września 1921    | OdeB 22 batalionu celnego w Borszczowie na dzień 1 września 1921 | OdeB 22 batalionu celnego w Borszczowie na dzień 1 września 1921 | OdeB 22 batalionu celnego w Borszczowie na dzień 1 września 1921 | OdeB 22 batalionu celnego w Borszczowie na dzień 1 września 1921 |
| kompanie                                                            | 1. Zaleszczyki                                                   | 2. Kudryńce                                                      | 3. Skała                                                         | 4. Kociubińczyki                                                 |
| ------------------------------------------------------------------- | ---------------------------------------------------------------- | ---------------------------------------------------------------- | ---------------------------------------------------------------- | ---------------------------------------------------------------- |
| dowódcy                                                             | kpt. Tomasz Perlak                                               | por. Ludwik Drozdowski                                           | por. Józef Kędzia                                                | por. Władysław Szilimirski                                       |
| placówki                                                            | Bielowce                                                         | Okopy św. Trójcy                                                 | Bereżanka                                                        | Bednarówka                                                       |
| placówki                                                            | Workowce                                                         | Boryszkowce                                                      | Trójca                                                           | Szydłowce                                                        |
| placówki                                                            | Olchowiec                                                        | Zawale                                                           | Puklaki                                                          | Zielona                                                          |
| placówki                                                            | Hudykowce                                                        | Zielona                                                          | Podfilipie                                                       | Siekierzyńce                                                     |
| placówki                                                            | Uście Biskupie                                                   | Nowosiółka                                                       | Wierzbówka                                                       | Zbrzyż                                                           |
| placówki                                                            | Kołodróbka                                                       | Zalesie                                                          | Załucze                                                          | Krągła                                                           |
| placówki                                                            | Sinków                                                           |                                                                  | Niwra                                                            |                                                                  |
| placówki                                                            | Zazulińce                                                        |                                                                  |                                                                  |                                                                  |
| placówki                                                            | Kościelniki                                                      |                                                                  |                                                                  |                                                                  |
| placówki                                                            | Gródek                                                           |                                                                  |                                                                  |                                                                  |
| placówki                                                            | Dobrowlany                                                       |                                                                  |                                                                  |                                                                  |
| placówki                                                            | Pieczarna                                                        |                                                                  |                                                                  |                                                                  |
| OdeB 22 batalionu celnego w Zaleszczykach na dzień 30 września 1922 |                                                                  |                                                                  |                                                                  |                                                                  |
| kompanie                                                            | 1. Sinków                                                        | 2. Zaleszczyki                                                   | 3. Mielnica                                                      | 4. Wołkowce                                                      |
| dowódcy                                                             | kpt. Tomasz Perlak                                               | kpt. Antoni Palkilon                                             | por. Filibert Kozłowski                                          | por. Ferdynand Erbes                                             |
| placówki                                                            | Dereniówka                                                       | Żeżawa                                                           | Wygnanka                                                         | Wołkowce                                                         |
| placówki                                                            | Gródek                                                           | Pieczarna                                                        | Kaczorówka                                                       | Dźwinogród                                                       |
| placówki                                                            | Kościelniki                                                      | Zaleszczyki                                                      | Uście Biskupie                                                   | Trubczyn                                                         |
| placówki                                                            | Zazilińce                                                        | Dobrowlany                                                       | Horoszowa                                                        | Bielowce                                                         |
| placówki                                                            | Sinków                                                           | Dereniówka                                                       | Chudykowce                                                       | Okopy Św. Trójcy                                                 |
| placówki                                                            | Kołodróbka                                                       |                                                                  | Olchowiec                                                        |                                                                  |